# Aeródromo de Shoyna
El Aeródromo de Shoyna (ruso: Аэродром Шойна; ICAO: ; IATA: ; también conocido como Kiya) es una pequeña pista situada 5 km al sudeste de Shoyna, a orillas del mar de Barents, en Nenetsia, un distrito autónomo del óblast de Arjánguelsk, Rusia.
Las instalaciones son gestionadas por la compañía por acciones "Destacamento Aéreo de Narian-Mar" (ruso: ОАО "Нарьян-Марский объединенный авиаотряд"), anteriormente conocida como "Narian-Mar Airlines".
El espacio aéreo está controlado desde el FIR de Arjánguelsk-Talagi (ICAO: ULAA)

## Pista
El aeródromo de Shoyna consiste en una pequeña pista de hormigón en dirección 18/36 de 650x50 m. (2.133x164 pies). La parte utilizada en la actualidad corresponde a una gran instalación militar construida entre 1940 y 1950 para la defensa del norte. La pista original tenía unas dimensiones de 2.000x60 m. (6.562x197 pies). En la actualidad, la instalación militar se encuentra completamente desmantelada.

## Aerolíneas y destinos
El Destacamento Aéreo de Narian Mar vuela regularmente a este aeródromo regional.